# Spancill Hill

Spancill Hill ou Spancilhill, en irlandais : Cnoc Uarchoille, la colline au bois froid, correspond à une colline et ses habitations dispersées, dans le Comté de Clare, en Irlande.

## Géographie
Spancel Hill est situé dans le townland de Muckinish, la paroisse civile de Clooney et la baronnie de Bunratty Upper.
Le hameau  historique de Spancilhill se trouvait près de l'espace vert où a toujours lieu la Foire de Spancill Hill , la plus ancienne foire aux chevaux d'Irlande qui se tient chaque année le 23 juin. Les maisons sont regroupées légèrement au sud à Cross of Spancilhill où la route R352 rejoint Ennis à l'ouest et Tulla à l'est, et croise une route locale entre Barefield au nord et Quin au sud.

## Toponymie
L'Ordnance Survey cite Spancel Hill pour la colline et le village, Spancelhill pour la circonscription électorale,
Le nom original était en irlandais : Cnoc Fhuar Choille ["Cold Wood Hill"] (la colline au bois froid), qui a été mal interprété (en irlandais : Cnoc Urchaill) en ["Spancel Hill"],.
Un spancel est une corde utilisée pour attacher ensemble les pattes d'un animal ; l'association du lieu avec une foire aux chevaux a favorisé le contresens. La colline, elle, s'appelait Knockrughil sur la carte de l'Ordnance Survey de 1842 de six pouces et la carte de 25 pouces de 1896.

## Histoire
La foire bénéficiait d'une charte royale de Charles II d'Angleterre.
Historiquement, des foires avaient lieu les 1er janvier, 3 mai, 24 juin, 20 août et 3 décembre. En 1913, la cavalerie britannique et continentale y a acheté plus de 1 000 chevaux.
En 1841, la population du village était de 169 habitants dans 26 maisons.
En 1851, après la Grande Famine, on trouvait moins de 20 maisons, de sorte que la population n'a pas été enregistrée séparément du townland dont la population totale était passée de 278 dans 46 maisons à 174 habitants dans 34.
En 1911, la population était de 72 âmes, dans 14 maisons.